# Thindiomyces
Thindiomyces is een monotypisch geslacht van schimmels behorend tot de familie Hyaloscyphaceae. Het bevat alleen Thindiomyces epiphyllus.